# Herbert Kirk
Herbert Viktor Kirk (* 5. Juni 1912 in Belfast; † 4. März 2006) war ein protestantischer nordirischer Politiker der Ulster Unionist Party (UUP).

## Leben
Herbert Kirk studierte an der Queen’s University of Belfast und arbeitete vor seinem Eintritt in die Politik, als Vereidigter Buchprüfer (Chartered Accountant).
Kirk war Mitglied der Ulster Unionist Party (UUP). Seit der Nachwahl vom 23. November 1956 gehörte er als Abgeordneter der Unionist Party dem Nordirischen Parlament (Parliament of Northern Ireland) an. Dort vertrat er bis 1972 bis zur Auflösung des Nordirischen Parlaments den Wahlkreis Belfast Windsor. Im Stormont spielte er bald eine führende Rolle und wurde schließlich zum Minister berufen.
1962 wurde er Mitglied des Privy Council von Nordirland. Von März 1962 bis Juli 1964 war er Arbeits- und Sozialminister (Minister of Labour and National Insurance), von Juli 1964 bis April 1965 Erziehungs- und Unterrichtsminister (Minister of Education) und von 1965 bis 1972 Finanzminister von Nordirland (Minister of Finance).
Nach der Auflösung des Nordirischen Parlaments und der Einführung der Direct Rule (Selbstverwaltung) im März 1972 unterstützte er Brian Faulkner, den damaligen Führer der Ulster Unionist Party. Kirk erwies sich als enger Verbündeter Faulkners in der politischen Diskussion um die Einführung einer zwischen Unionisten und Nationalisten aufgeteilten Exekutive und beim Zustandekommen des Abkommens von Sunningdale.
1973 wurde Kirk für den Wahlkreis Belfast South in die Northern Ireland Assembly gewählt; er blieb Abgeordneter bis Mai 1974. Von Januar bis Mai 1974 war er erneut Finanzminister in der Northern Ireland Executive (Head of the Department of Finance in the Northern Ireland Executive). 
Nach einem gesundheitlichen Zusammenbruch im Mai 1974 zog sich Kirk aus der Politik zurück und nahm seine berufliche Tätigkeit wieder auf.